# Giacinto Pullino (sommergibile)
Il Giacinto Pullino è stato un sommergibile della Regia Marina.

## Storia
In servizio nel dicembre 1913, passò i primi mesi a La Spezia impegnato (al comando del tenente di vascello Alberto Bonini) nell'addestramento dell'equipaggio.
Fu poi dislocato a Taranto, inquadrato nella III Squadriglia Sommergibili.
Poco prima dell'ingresso dell'Italia nel primo conflitto mondiale fu trasferito a Venezia, in seno alla II Squadriglia (lo comandava ad inizio guerra il tenente di vascello Bottini), ed operò nell'Alto Adriatico al largo dei porti austroungarici.
Nel corso del 1915 svolse in tutto quindici missioni offensive, prive di risultati.
Dal gennaio al giugno 1916 effettuò 16 missioni, ancora infruttuose, al comando dapprima di Carlo De Donato e poi del tenente di vascello Ubaldo Degli Uberti.
Alla mezzanotte tra il 3 ed il 4 luglio 1916 il Pullino lasciò Venezia al comando del tenente di vascello Degli Uberti, con il compito di attaccare le rotte nemiche passanti nel golfo del Quarnaro; faceva parte dell'equipaggio, in qualità di pilota, anche il tenente di vascello Nazario Sauro, istriano, noto irredentista, al suo primo imbarco su questa unità, ma che era stato pilota di molte altre navi e sommergibili italiani in guerra. 
Verso le otto del mattino del 4, giunto a qualche miglio dal porto di Fiume, cercò di attaccare un mercantile avvistato a circa 2000 metri, ma la nave, più veloce, riuscì ad allontanarsi. 
Più tardi cercò di silurare un secondo piroscafo, il Nasazio da circa 300 tsl: l'unità manovrò per evitare i siluri; uno passò sotto la sua carena, ma, per lo scarso pescaggio della piccola nave, non esplose. 
Giunto infine a qualche centinaio di metri dall'ingresso del porto di Fiume, il sommergibile silurò il piroscafo San Mauro: un siluro centrò e distrusse l'elica della nave (il danno risultò irreparabile), immobilizzandola, ma questa aprì il fuoco, obbligando il Pullino ad allontanarsi. 
Sulle tracce del sommergibile, ormai individuato, furono messe 6 torpediniere e 3 idrovolanti. Il Pullino s'immerse e si allontanò, evitando anche di stretta misura di essere avvistato da una delle navi austroungariche, che gli transitò a brevissima distanza. Dopo aver trascorso diciotto ore in immersione, il sommergibile, giunto ormai in prossimità delle coste italiane, poté emergere fra navi italiane e rientrare alla base (era il 6 luglio).

### L'incagliamento
Il 29 luglio 1916 il Pullino salpò per la sua trentaduesima (ed ultima) missione: avrebbe dovuto ancora attaccare le navi austroungariche ormeggiate a Fiume. Imboccò il canale tra Unie e lo scoglio di Galiola (passaggio sicuro dagli attacchi nemici), ma con notevoli pericoli: le correnti rendevano difficoltosa la navigazione, complicata ulteriormente dalle nebbia al tramonto del 30, obbligando ad aggiungere una vedetta a prua. Alle 00.25 del 31 luglio fu avvistata da bordo una sagoma bianca sulla dritta; mentre il sommergibile, fermati i motori, ma mentre manovrava per accostare sulla sinistra, spostato improvvisamente dalla corrente andò ad incagliarsi su degli scogli, sbandando fortemente sul lato sinistro.
Nel corso della notte l'equipaggio cercò di disincagliare il sommergibile, ma inutilmente; all'alba, perse ormai le speranze di salvare l'unità, ed avvistate varie navi nemiche nelle vicinanze (una barca a vela accanto allo scoglio, ed una seconda nave che dirigeva per Unie) si decise di distruggere la bandiera ed i documenti. L'equipaggio abbandonò il sommergibile (dopo aver aperto falle a bordo per cercare di allagarlo) e salì sullo scoglio; uno dei marinai, raggiunta la riva a nuoto, s'impadronì di un canotto, con il quale il comandante in seconda ed altri uomini raggiunsero una spiaggia ove catturarono una barca a vela (trovata in secco sulla spiaggia ed appartenente al guardiano del vicino faro) con la quale avrebbero tentato di rimpatriare; intanto il comandante cercava, senza risultato, di danneggiare il sommergibile per non farlo cadere intatto in mano nemica. Nazario Sauro, conscio del fatto che, essendo formalmente cittadino dell'Impero austro-ungarico, se catturato sarebbe stato giustiziato come traditore, partì solo alle 5.15 diretto verso sud, su di un canottino a remi, con poche provviste ed un'arma, nel tentativo di raggiungere le coste italiane.
La barca a vela con l'equipaggio del Pullino, alle 7.30, fu intercettata da due unità austroungariche, una proveniente da Capo Promontore e l'altra, una torpediniera, da sudest: quest'ultima, intimato il fermo all'imbarcazione con un colpo di cannone, ne prese prigioniero l'equipaggio. Anche il canottino di Nazario Sauro fu fermato da unità avversarie: processato per tradimento, l'ufficiale fu condannato a morte ed impiccato il 10 agosto 1916. Alla sua memoria fu conferita la Medaglia d'oro al valor militare.
Nella serata del 1º agosto il sommergibile fu disincagliato da due pontoni e preso a rimorchio; i pontoni diressero, con la scorta del cacciatorpediniere Magnet e della torpediniera TB 4, verso Pola, ma i cavi si spezzarono ed il Pullino s'inabissò all'altezza di Capo Promontore. 
A fine agosto due pontoni austroungarici furono inviati, con la scorta delle torpediniere costiere 4 T, 6 T e 50 T e delle torpediniere d'altura Trabant ed Hercules, ed il supporto di bettoline ed imbarcazioni di palombari, a recuperare il relitto; queste unità furono attaccate dal sommergibile italiano Argo, che cercò infruttuosamente di silurare i pontoni e dovette alla fine allontanarsi dopo un combattimento con la 50 T. Le autorità austroungariche decisero comunque di rinunciare al recupero, giudicato troppo rischioso.
Tra il 19 ed il 20 settembre 1929 il relitto del sommergibile (che giaceva a 56 metri di profondità, ad 1,5 miglia da Galiola) fu sollevato sino a 20 metri di profondità con l'impiego dei rimorchiatori Parenzo e Marittimo, del rimorchiatore-dragamine RD 4 e di palombari. Rimorchiato con molte cerimonie, ed alla presenza di varie autorità, sin nel porto di Pola, vi affondò su un fondale di trenta metri per la rottura di un cavo.
Il 21 febbraio 1931 il Pullino fu riportato a galla ed immesso in bacino di carenaggio. Il 4 marzo si iniziò ad ispezionare gli interni e a ripulirli; il 6 si verificò un'esplosione (causata dai vapori di nafta rimasti in un compartimento), che ustionò quattro uomini ed obbligò ad allagare il sommergibile, che fu poi riprosciugato l'11 marzo. 
Il relitto, reso di nuovo in grado di galleggiare, fu ormeggiato ad una boa e vi rimase sino al 3 ottobre 1931, quando, dopo varie discussioni, fu alato ed ebbero inizio i lavori di demolizione.
La torretta fu esposta come monumento a Capodistria, città natale di Nazario Sauro, ma, in seguito all'occupazione jugoslava di quei territori (1945) il basamento del monumento fu smantellato il 7 settembre 1952 e la torretta fu portata in fonderia.